# Brades
Brades je selo i od 1998. praktično glavni grad karipskog britanskog prekomorskog posjeda otoka Montserrata. Nalazi se blizu zaljeva Carr i zaljeva Little, na sjeverozapadnom kraju otoka. Službeni glavni grad Plymouth, smješten na jugu otoka, napušten je od 1997. zbog učestalih erupcija vulkana Soufrière koje su ga spalile. Od tada se grade privremene vladine zgrade u Bradesu. Nekoliko imena je predloženo za novi glavni grad, koji se sada gradi u području zaljeva Little. Predložena imena su Port Diana, u čast princeze, te St. Patrick, zbog podsjećanja na ustanak od 17. ožujka i kako bi se privuklo američke turiste irskog podrijetla.